# Лузенки
Лузенки — опустевшая деревня в Советском районе Кировской области в составе Родыгинского сельского поселения. 

## География
Находится на левом берегу реки Кокшага на расстоянии примерно 21 километр по прямой на северо-запад от нового моста через реку Пижма в районном центре городе Советск.

## История
Известна была с 1873 года как деревня Лузинская, когда здесь было учтено дворов 2 и жителей 18, в 1905 (починок Лузинский) 8 и 56, в 1926 (деревня Лузенки) 16 и 68, в 1950 15 и 48, в 1989 уже не оставалось постоянных жителей.

## Население
Постоянное население не было учтено как в 2002 году, так и в 2010.